# Gonçal Castelló
Gonçal Castelló i Gómez-Trevijano (Gandia, 9 octobre 1912 - Barcelone, 1er février 2003) est un écrivain espagnol d'expression catalane, journaliste, avocat et militant politique, connu pour sa défense des pays catalans.
Il est auteur de plusieurs romans liés à la guerre civile espagnole et ses conséquences, membre d'honneur de l'Associació d'Escriptors en Llengua Catalana et récipiendaire du prix Jaume Roig de l'ayuntamiento de Valence en 1982,.

## Biographie
Il fait ses études primaires et secondaires à Valence.
Il est licencié en Droit et Philosophie et Lettres de l'université de Valence sous la Seconde République. Durant ses études, il voyage à Paris où il entre en contact avec Josep Renau et Louis Aragon. Plus tard, il enseigne le français à Logroño (La Rioja) puis à Felanitx (Majorque). Au cours de la même période, il rejoint la jeunesse du Parti communiste d'Espagne (PCE) et se manifeste comme un défenseur du régime républicain,.
En 1936, il se rend à Madrid afin d'approfondir ses études juridiques. Durant la guerre civile, il combat dans l'armée populaire de la République en tant que chef d'état-major de la 54e division du corps d'armée « A », sur le front « Levante »,.
À la fin de la guerre, il est fait prisonnier à Alicante et envoyé au camp de concentration d'Albatera, dont il s'échappe après quelques jours, le 14 avril 1939. Il est de nouveau détenu et passe 6 ans à la prison Modelo de Valence (es),,, temps qu'il consacre à la poursuite de ses études.
Libéré, il est contraint par la justice à résider à Madrid, où il travaille comme auxiliaire d'avocat (procurador judicial) et écrit ses premiers romans, dans lesquels il s'inspire des expériences vécues durant la guerre et en prison,,. En 1951, ses antécédents judiciaires sont annulés et il peut exercer pleinement comme avocat. À partir de la fondation du Tribunal d'ordre public, tribunal politique de la dictature franquiste, en 1963, il se distingue dans son travail de défense des prisonniers politiques,.
Très marqué par la lecture de Nosaltres, els valencians dès l'année de sa publication en 1962, il se lie d'amitié avec Joan Fuster, figure phare du nationalisme valencien avec qui il entretient une correspondance à partir du milieu des années 1960, centrée sur les questions de la répression politique exercée par le franquisme et des projets valencianistes,. Dès lors, toujours à Madrid, il développe ses idées, avec une affinité particulière pour le valencianisme et le catalanisme. Avec un groupe d'amis, il crée le cercle (Colla) Tirant lo Blanc, visant à rassembler des Valenciens résidant à Madrid. À Valence, grâce à son amitié avec Joan Josep Senent i Anaya, il collabore à la revue Gorg et, après l'interdiction de celle-ci par le régime, il reprend les « Quaderns de Gorg » (collection de numéros spéciaux) qui durent encore pendant un an,. Dans la presse, il collabore également sur des thèmes d'actualité dans Avui, Diario de Valencia (ca), Canigó (es), Mundo Diario (es) et Tele/Estel (es).
Au début des années 1970, il devient membre de l'Assemblée de Catalogne, mouvement clandestin qui prône le retour de la démocratie et des libertés en Catalogne. En 1973, paraît son premier roman, Viure a Madrid (« Vivre à Madrid »). Par la suite, il en publie 6 autres (dont Sumaríssim d'urgència, récit autobiographique qui décrit son expérience de la prison franquiste,), ainsi que trois recueils de nouvelles.
Politiquement, il milite au sein du Parti socialiste de libération nationale (PSAN), parti indépendantiste radical, pendant les années de la transition politique,. En 2002, il rejoint le parti nationaliste Esquerra Republicana de Catalunya (« Gauche républicaine de Catalogne », ERC),. À partir de 1982, il vit à Barcelone avec sa seconde épouse Elisabet Orri, et poursuit sa participation à des célébrations catalanistes et littéraires, en Catalogne comme dans la Communauté valencienne,.
Diverses cérémonies d'hommage sont organisées en 2012, à l'occasion du centenaire de sa naissance,.

## Œuvre
L'œuvre de Gonçal Castelló est essentiellement mémorielle. L'auteur s’identifie indiscutablement avec le narrateur et personnage principal du récit. Cette identité de nom, fruit de ce que, selon les mots de Philippe Lejeune, on appelle « pacte autobiographique », transforme la pratique sociale de l’autobiographie en un texte de référence, où les faits peuvent être soumis à une vérification historique. Des textes qui sont la construction d’un soi social, et qui reconstruisent la position d’un individu entre un passé interrompu et perdu et un présent auquel il se réadapte progressivement. Le témoignage de sa vie est inévitablement lié à la revendication d’un processus historique concret qui se révèle capital dans le processus de construction identitaire de l'auteur. Chez Castelló, la guerre civile est au centre de ce processus : il s’agit de raconter, de revenir avec des mots sur cet événement qui a profondément marqué sa vie et son écriture. La guerre signifie la disparition réelle et l’exil, intérieur et extérieur, de nombreux intellectuels, hommes politiques et militants parmi les plus importants de l’époque. Une bonne description de la répression de l'immédiat après-guerre est Sumaríssim d'urgència (« Jugement sommaire », 1979) qui constitue les pages les plus marquantes écrite sur la Valence nouvellement conquise. Dans La clau d’un temps (Dietari de joventut) (« La Clé d'un temps (Journal de jeunesse) », 1982), il raconte sa jeunesse d'étudiant communiste à l'époque où il participa activement à l'avènement de la République et à la mobilisation populaire.
Une partie de son œuvre est inédite, notamment les 4 volumes de ses mémoires.
- Viure a Madrid. Valence, Editorial Gorg, 1973[2].
- Dia a dia des dels Països Catalans (roman), Barcelone, Edicions La Magrana, 1977 (prologue de Joan Fuster[13]).
- Un sopar de roders (nouvelle), Valence, Editorial Prometeo, 1978[11].
- Sumaríssim d'urgència (roman), Valence, Editorial Prometeo, 1978. (2e édition par Editorial El Llamp à Barcelone)[11].
- La clau d'un temps (roman), Valence: Editorial Prometeo, 1982. Prix Jaume Roig de l'Ajuntament de Valence, 1982[2].
- I tant que volava  (nouvelle), Valence: Editorial Prometeo, 1984[11].
- Terra guanyada i altres contes (nouvelles), Barcelone, Editorial El Llamp, 1985.
- València dins la tempesta (roman), Valence: Editorial del Bullent, 1987[2].
- A gat vell, ratolí tendre (nouvelle), Barcelone: Editorial El Pont, 1988.
- Vida i miracles d'Antoni Miró (biographie), Alcoy, Edicions Marfil, 1994.
- Final de viatge. Memòries d'un gandià: amics, coneguts i saludats (biographie), Gandia, CEIC Alfons el Vell (ca), 2010.